# Глазово (Даниловский район)
Глазово — село в Даниловском районе Ярославской области. Входит в состав Середского сельского поселения, относится к Федуринскому сельскому округу.

## География
Расположена на берегу реки Соть в 8 км на восток от центра поселения села Середа и в 34 км на юго-восток от райцентра города Данилова.

## История
Самое раннее упоминание о Глазово и церкви относится к временам правления царя Федора Иоанновича, к 1586 году: «сельцо Глазово, а в нем церковь Николая Чудотворца, да в том же поле поповския пашни 10 чети, да не пашенного лесу к реке Соти в длину на версту, поперег на полверсты в бревно и в жердь, сена 100 копен». Известны упоминания о храме, относящиеся к 1629 и 1630 годам: «на патриаршее земле погост, что было село Глазово, а на погосте церковь Николы древяна клецки, а в церкви образы и свечи и книги и ризы и колокола и всякое церковное строение мирское приходных людей, а на церковной земле во дворе: поп Данило Яковлев, дьячок Провоторшка Иванов, псаломщик Илейка Олексеев, просвирница Марьица, в келье нищая, пашни паханыя церковные худыя земли 5 чети да лесом поросло 10 чети, сена на реке Соти за Бражниковским лугом 50 копен». Князьями Мещерскими (отцом Степаном Ивановичем и сыном Петром Степановичем) на свои средства в 1779 году на месте старой деревянной церкви Николая Чудотворца построена новая деревянная в честь Обновления храма Воскресения Христова с приделами: Архидиакона Стефана и Святителя Николая Чудотворца. В 1810 году князь Петр Степанович Мещерский на свои средства выстраивает новую каменную церковь с отдельно стоящей каменной колокольней. Храм был освящен 25 сентября 1810 года, главный престол в честь Воскресения Христова, правый - в честь Успения Богородицы, левый - в честь Петра Афонского. 
В конце XIX — начале XX века село входило в состав Федуринской волости Даниловского уезда Ярославской губернии.
С 1929 года село входило в состав Федуринского сельсовета Даниловского района, в 1944 — 1959 годах — в составе Середского района, с 2005 года — в составе Середского сельского поселения.

## Население
| 1859 | 1914 | 2002 | 2007 | 2010 |
| ---- | ---- | ---- | ---- | ---- |
| 29   | ↘26  | ↘10  | ↗19  | ↘14  |

## Достопримечательности
В селе расположена действующая Церковь Воскресения Христова (1810).